# Cavalieri di Asgard
I Cavalieri di Asgard (神闘士?, God Warrior) sono dei personaggi degli anime I Cavalieri dello zodiaco e Saint Seiya: Soul of Gold, quindi non compaiono nel manga originale. Sono i guerrieri che proteggono il dio Odino e la sacerdotessa Ilda di Polaris ed indossano delle armature denominate Robe (letteralmente Vesti del Dio, tuttavia il termine viene solitamente adattato in Toghe Divine dalla Yamato).

## Ispirazione e creazione
I Cavalieri di Asgard si ispirano come concezione e storia ai Guerrieri del Nord apparsi nel secondo film che a sua volta si ispira come concezione e storia (proprio come viene affermato dagli autori) ai Blue Warrior ed al capitolo di "Natassia del paese di ghiaccio" del manga classico di Saint Seiya di Masami Kurumada. I personaggi presentano elementi della mitologia norrena, mentre i loro nomi derivano da antiche fonti letterarie, come l'Edda in prosa e L'anello del Nibelungo di Richard Wagner.

## Descrizione

### I Cavaliericlassici
I Cavalieri di Asgard che compaiono nell'anime della serie classica sono un ordine di 7 guerrieri (8 contando Alcor) scelti dal celebrante di Odino, che ha il proprio quartier generale ad Ásgarðr, nelle terre del nord. Il loro compito è quello di proteggere la pace e la giustizia sulla Terra. In fondo alla gerarchia vi sono i soldati semplici, mentre a capo di tutti i Cavalieri vi è la sacerdotessa celebrante di Odino Ilda di Polaris che è in grado di impedire lo scioglimento dei ghiacci di Asgard tramite la preghiera al dio Odino.
I Cavalieri di Asgard non ricevono un addestramento tradizionale prima dell'investitura, anzi l'impressione è che il titolo di cavaliere sia ereditario e venga spesso trasmesso da padre in figlio (come accade per Luxor e Megres). In altre occasioni, invece, l'investitura a Cavaliere del Nord avviene su nomina della Sacerdotessa del dio Odino che sceglie il valente condottiero in base a vari e originali elementi (ad esempio, Thor per la sua forza e fedeltà, Orion per via dei meriti acquisiti in passato). I Cavalieri di Asgard, differentemente dai Cavalieri di Atena, non ricevono l'armatura e l'investitura a meno che Asgard non corra qualche pericolo. Se ciò accade, dunque, i Cavalieri vengono radunati e a loro viene affidata l'armatura, che fino all'investitura è nascosta nel territorio di Asgard.
Differentemente dai Cavalieri di Atena, i Cavalieri di Asgard sono in grado di utilizzare qualsiasi tipo di arma, che non deve per forza fare parte dell'armatura (come nel caso di Thor), o alleati molto singolari (Luxor combatte Sirio con l'aiuto dei suoi amici lupi).
I Cavalieri di Asgard (dell'anime) sono padroni della velocità della luce e realisticamente posseggono un notevole controllo del settimo senso. La maggior parte di loro infatti ha un cosmo elevato, riuscendo a resistere a temperature bassissime e alcuni di loro possiedono una forza paragonabile a quelle di alcuni tra i Cavalieri d'oro, come Orion, Mizar che sconfigge il cavaliere del Toro, anche se con l’aiuto di suo fratello Alcor, dimostrando di avere una potenza ragguardevole anche contro coloro che vestono le 12 armature d'oro. Inoltre alcuni di loro sono capaci anche di inserire il gelo nei loro attacchi per renderli ancora più letali. Alcuni di loro utilizzano anche delle strategie di battaglia che fanno leva in modo preponderante sull'ambiente circostante

### I nuovi Cavalieri
Nella nuova serie animata Saint Seiya: Soul of Gold compaiono dei nuovi Cavalieri di Asgard, scelti dal nuovo celebrante di Odino, il misterioso Andreas Riise. A differenza dei precedenti, questi cavalieri traggono ulteriore forza dalla loro terra grazie ad Yggdrasill, attingendo a più potere del normale.

## Numeri e suddivisione

Stelle della costellazione dell'Orsa Maggiore

Nell'anime della serie classica appaiono 7 cavalieri. Ognuno di essi è rappresentante di una delle 7 stelle della costellazione dell'Orsa Maggiore. Nella nuova serie animata Saint Seiya: Soul of Gold ne compaiono di nuovi, basati non più sulle stelle dell'Orsa Maggiore ma su simboli mitologici.
È bene precisare che esistono quattro Cavalieri apparsi nel secondo film. Essi sono: Url, Loki, Midgard (Cristal il Cigno) e Ruhnir che insieme a Balder (Sommo Sacerdote del dio Odino nel secondo film) costituiscono il gruppo dei Guerrieri del Nord. Questi guerrieri, seppure vivano ad Asgard e siano fedeli ad Odino, non sono in continuity con la serie classica; ne è una prova il fatto che i Cavalieri di Atena sentano parlare di Asgard per la prima volta sia nel secondo film sia nella saga di Asgard.

### Cavalieri di Asgardclassici
| N. | Stella della costellazione dell'Orsa Maggiore | Simbolo mitologico | Cavaliere         |
| -- | --------------------------------------------- | ------------------ | ----------------- |
| 1  | γ-Phecda                                      | Midgardsormr       | Thor              |
| 2  | ε-Alioth                                      | Fenrir             | Luxor (Fenrir)    |
| 3  | β-Merak                                       | Sleipnir           | Artax (Hagen)     |
| 4  | η-Alkaid                                      | Arpa               | Mime              |
| 5  | δ-Megrez                                      | Ametista viola     | Megres (Alberich) |
| 6  | ζ-Mizar                                       | Macairodonte nero  | Mizar (Syd)       |
| 7  | α-Dubhe                                       | Fafnir             | Orion (Siegfried) |

#### Thor
Thor (γ星フェクダのトール?, γ-Phecda no Thor), Thor di Phecda nel doppiaggio originale giapponese, è doppiato da Yusaku Yara nella versione originale e da Pietro Ubaldi (ep. 75) e Tony Fuochi (ep. 76-77, 99) in quella italiana. La sua armatura rappresenta Jörmungandr, il serpente marino che affrontò il dio Thor nella battaglia del Ragnarǫk, e la stella dell'Orsa Maggiore che gli corrisponde è γ-Phecda. Il personaggio è basato sulla figura dell'omonimo dio del lampo e del tuono della mitologia norrena. A differenza di come è comunemente conosciuto, sia nella mitologia norrena che in altri media, il Mjöllnir che Thor impugna non è il celebre martello da guerra mitologico, fedele solo al suo possessore o a chi è degno di impugnarlo, ma è rappresentato, nell'anime, da una coppia di asce. In compenso, come il Mjöllnir mitologico, le due asce tornano indietro tra le mani di Thor dopo aver colpito l'avversario o dopo essere andate a vuoto.
Del passato di questo guerriero si conosce ben poco. Poco prima dell'inizio della serie di Asgard, Thor viene salvato dall'attacco di un gruppo di soldati dalla sacerdotessa di Odino Ilda di Polaris che, dopo averlo guarito con il suo cosmo, lo invita nel suo palazzo per rifocillarsi. Thor, rimasto colpito dalla generosità e dal cosmo puro della donna, giura di proteggerla come suo guardiano. Durante gli scontri con i Cavalieri di Atena, Thor è il primo guerriero a scendere in battaglia contro di loro. Durante la battaglia, dapprima sconfigge con le sue asce i due cavalieri Andromeda e Cristal e, successivamente, combatte ferocemente contro Pegasus. Durante lo scontro con quest'ultimo, vedendo la determinazione dell'avversario, comprende la malvagità di Ilda. Per questo motivo, quando sia lui che Pegasus si scagliano a vicenda i loro attacchi finali, Thor non affonda i colpi, subendo in pieno stomaco l'attacco nemico, e muore poco dopo ai piedi di Pegasus.
Oltre alle asce, possiede un colpo chiamato Braccia di Titano ("Titanic Hercules"), con il quale, come viene chiaramente descritto nella versione del doppiaggio originale dell'anime, Thor lancia contro l'avversario un pugno che può raggiungere la velocità della luce e che assume le sembianze di un fascio luminoso che colpisce l'avversario. Nell'episodio 77, invece, la tecnica è chiamata nel doppiaggio italiano Pugno di Titano.

#### Luxor (Fenrir)
Luxor (ε星アリオトのフェンリル?, ε-Alioth no Fenrir), Fenrir di Alioth nel doppiaggio originale giapponese, è doppiato da Toshihiko Seki nella versione originale e da Felice Invernici (ep. 78-80), Gabriele Calindri (ep. 99) e Veronica Pivetti (da bambino) in quella italiana. La sua armatura rappresenta Fenrir, il gigantesco lupo della mitologia di Asgard, e la stella dell'Orsa Maggiore che gli corrisponde è ε-Alioth. Il personaggio è basato sulla figura del lupo Fenrir, famoso per aver ucciso Odino durante il Ragnarǫk nella mitologia norrena. Entrambi, infatti, sono in grado di comandare i lupi e hanno una personalità simile. Così come Fenrir, anche Luxor è spietato, feroce e non ha fede negli uomini. Nella versione originale, inoltre, Fenrir è anche il nome di Luxor.
Luxor discende da una delle famiglie più ricche e potenti di Asgard, i Luxor. Rimasto orfano, Luxor viene salvato da un branco di lupi. Colmo di odio per l'intera umanità che lo aveva abbandonato, Luxor decide di adottare lo stile di vita dei lupi e di vivere con loro nella foresta. Nella battaglia contro i Cavalieri di bronzo combatte contro Sirio mettendolo a dura prova, quasi accecandolo e sconfiggendolo, ma il cavaliere di Atena riesce a resistere e cerca di convincerlo della malvagità di Ilda e della necessità di fidarsi degli uomini. Luxor non crede alle parole di Sirio e continua il combattimento, ma viene ucciso da una valanga causata dal cavaliere di bronzo con il Colpo segreto del drago nascente.
I suoi colpi sono:
- Denti del lupo (Wolf Cruelty Claw): Luxor attacca il nemico colpendolo a grande velocità con gli artigli incorporati nella sua armatura[7].
- Lupi nella tormenta (Northern Gunro Ken / Northen Wolf Group Attack): Luxor scaglia a grande velocità contro l'avversario un branco di lupi che lo azzannano in tutto il corpo[6].

Entrambi i colpi, a detta di Sirio, vengono lanciati da Luxor alla velocità della luce.

#### Artax (Hagen)
Artax (β星メラクのハーゲン?, β-Merak no Hagen), Hagen di Merak nel doppiaggio originale giapponese, è doppiato da Bin Shimada nella versione originale e da Luca Semeraro e Dania Cericola (quando compare come bambino) in quella italiana. La sua armatura rappresenta il cavallo a otto zampe di Odino Sleipnir e la stella dell'Orsa Maggiore che gli corrisponde è β-Merak. Il nome originale di Artax, ovvero Hagen, deriva dal personaggio della mitologia norrena Hagen, traditore che uccise Sigfrido in una battuta di caccia; il nome italiano richiama Artax, il cavallo di Atreiu nel romanzo di Michael Ende La storia infinita. L'aspetto fisico di Artax è stato ripreso da Araki dal bozzetto originale di Midgard, il guerriero interpretato da Cristal nel secondo film L'ardente scontro degli dei.
Nella battaglia contro i Cavalieri di bronzo combatte contro Cristal il Cigno. Artax accusa Cristal di aver costretto Flare ad unirsi ad Atena ed attacca il nemico violentemente, riuscendo quasi a sconfiggerlo. Flare, tuttavia, interviene in soccorso di Cristal e tenta di persuadere l'amico a risparmiare il cavaliere di bronzo raccontandogli della malvagità di Ilda dovuta all'anello del Nibelungo. Artax non crede a Flare e, spinto dalla sua fedeltà per Ilda, continua il combattimento con Cristal, il quale riesce alla fine a vincerlo e ad ucciderlo con il sacro Aquarius. In seguito, Cristal seppellisce l'avversario fuori la grotta vulcanica in cui si era svolto il combattimento e pone una croce di legno a sua memoria.
L'armatura di Artax riesce a resistere non solo a temperature bassissime come le altre Robe, ma anche a temperature elevatissime (l'unica tra le sette armature di Asgard). I suoi due colpi sono:
- Nevi di Asgard (Universe Freezing): colpo basato sulle energie fredde, con cui imprigiona l'avversario in pochi attimi in una coltre di solido ghiaccio[18].
- Caldo soffio del Meriggio (Great Ardent Pressure): tecnica con la quale Artax riesce a manipolare il fuoco e la lava, utilizzandoli come arma in combattimento; questa tecnica aumenta di potenza e intensità se usata in luoghi "vulcanici" come la caverna dove affronta Cristal[18].

#### Mime
Mime (η星ベネトナーシュのミーメ?, η-Benetnasch no Mime), Mime di Benetnasch nel doppiaggio originale giapponese, è doppiato da Yūji Mitsuya nella versione originale e da Enrico Carabelli, Davide Garbolino (da ragazzo) e Veronica Pivetti (da bambino) in quella italiana. La sua armatura rappresenta un'arpa e la stella dell'Orsa Maggiore che gli corrisponde è Alkaid (o η-Benetnasch). Rispetto a molti Cavalieri di Asgard che si ispirano ai personaggi del secondo film L'ardente scontro degli dei e a quelli del capitolo "Natassia del paese di ghiaccio" apparso nel manga di Masami Kurumada, Mime è, invece, ispirato (sia per l'aspetto che per le tecniche) ad Orfeo della Lira, uno degli antagonisti del primo film La dea della discordia, su cui verrà ricavato anche il Cavaliere d'argento Orpheo per la serie di Hades. L'aspetto di Mime è stato curato interamente dalla coppia Shingō Araki e Michi Himeno, storici animatori dell'anime de I Cavalieri dello zodiaco. Il suo nome deriva dal personaggio dell'opera L'anello del Nibelungo di Richard Wagner, il nano Mime, fratello di Alberico, che alleva e allena Sigfrido.
All'età di quindici anni, dopo aver concluso l'allenamento per diventare cavaliere, scopre che Folken ha ucciso i suoi veri genitori. Furioso per tale rivelazione e senza dare spiegazione a colui che fino a quel momento aveva considerato come un padre, Mime uccide violentemente Folken.
Nella battaglia contro i Cavalieri di bronzo combatte contro Andromeda sconfiggendolo. La catena di Andromeda, infatti, si rifiuta categoricamente di attaccare Mime, poiché non lo riconosce come nemico (anche se quando in Mime prende il sopravvento il lato malvagio, la catena comincia a riconoscerlo come ostile). Contro Phoenix, però, viene colpito dal Fantasma diabolico, che costringe la sua mente a ricordare episodi del suo passato, scoprendo che Folken era in realtà un brav'uomo che aveva ucciso i suoi genitori perché costretto. Mime continua, comunque, a combattere prima per rabbia e poi per dovere nei confronti di Ilda e contro Phoenix, finendo sconfitto. Prima di morire affida a Phoenix ed Andromeda la difesa di Asgard e chiede perdono al padre adottivo per averlo ucciso tempo prima.
Il personaggio è in grado di utilizzare diverse tecniche e abilità segrete, molte delle quali sono possibili solo grazie all'utilizzo della sua lira. La Melodia delle Tenebre (Stringer Requiem): è il suo colpo segreto, con il quale usa le corde della lira per avvolgere il nemico, stritolandolo lentamente; in aggiunta, Mime può stringere la morsa delle corde fino a ledere l'armatura dell'avversario, mentre il colpo di grazia lo infligge la nota finale della melodia. La melodia usata nell'anime durante l'esecuzione di questa tecnica è la stessa utilizzata da Orpheo e da Orfeo della Lira, due personaggi apparsi rispettivamente nella serie di Hades e nel primo film. Con il suono della sua lira, può anche creare illusioni che disorientano l'avversario, generando decine e decine di copie di se stesso e nel contempo addormentando il nemico, e può difendersi dagli attacchi nemici: quando Phoenix lo attacca frontalmente, pizzicando una sola corda della lira genera da quest'ultima un raggio che ferma il pugno di Phoenix e che spinge indietro il cavaliere, rendendolo un facile bersaglio per i suoi attacchi alla velocità della luce.

#### Megres (Alberich)
Megres (δ星メグレスのアルベリッヒ?, δ-Megrez no Alberich), Alberich di Megrez nel doppiaggio originale giapponese, è doppiato da Shigeru Nakahara nella versione originale e da Massimiliano Lotti (ep. 78, 82), Flavio Arras (ep. 86-90) ed Enrico Maggi (ep. 99) in quella italiana. La sua armatura rappresenta l'ametista viola, e la stella dell'Orsa Maggiore che gli corrisponde è Megrez, conosciuta anche come Delta Ursae Majoris secondo la Nomenclatura di Bayer. Il suo nome originale deriva dal personaggio della mitologia norrena Alberich, re dei nani, guardiano del tesoro dei Nibelunghi, tuttavia il suo carattere infido e l'abilità nell'inganno richiamano il dio della mitologia vichinga Loki. Secondo le notizie riportate nell'Outer Saint File l'armatura di Megres rappresenta l'ametista viola perché nella mitologia nordica la pietra e il vetro sono sostanze legate all'eternità e si dice che al loro interno dimorino gli spiriti dei morti. Nella versione originale dell'anime, la Spada di Ametista fa parte dell'armatura, mentre nel doppiaggio italiano Megres dice che la spada gli è stata donata da Artax, quindi è un'arma estranea all'armatura. Megres, a differenza degli altri cavalieri di Asgard, che seguono fedelmente Ilda senza sospettare che la sua mente sia corrotta dall'anello del nibelungo, è perfettamente consapevole della vera ragione dietro il comportamento di Ilda, poiché assistette da lontano al momento in cui la donna venne schiavizzata dall'anello. Dopo aver visto il suo cambiamento, rammenta una storia profetica letta nella biblioteca di famiglia, dove si parla di una crisi interna ad Asgard e che un membro della sua casata sarebbe stato colui che, grazie alla spada Balmung ottenuta coi sette zaffiri, avrebbe salvato la situazione, dando gloria eterna al nome della famiglia. Megres, però, per la sua ambizione, decide di tacere e di usare l'astuzia per impadronirsi degli zaffiri in modo da usare la spada Balmung per uccidere Ilda anziché salvarla, per poi sfruttare la spada del dio per assoggettare il mondo intero al suo potere.
Nella battaglia contro i Cavalieri di bronzo combatte contro Castalia, giunta ad Asgard in aiuto di Pegasus, sconfiggendola e rinchiudendola nella Teca viola dell'ametista per usarla come esca per gli altri cavalieri. Fa poi lo stesso con Pegasus, aiutandosi con la spada di ametista e servendosi di Castalia, per far abbassare la guardia al cavaliere; affronta, poi, Cristal il Cigno, ma non riesce a rinchiuderlo nella teca di ametista per il sopraggiungere di Sirio che, come Cristal, viene messo in difficoltà dalle Anime della natura, gli spiriti della foresta richiamati dal cavaliere di Asgard. Durante lo scontro con Sirio, Megres gli rivela che il Maestro dei Cinque Picchi aveva in passato sconfitto il suo antenato di sette generazioni indietro Megres XIII, e per questo aveva un conto in sospeso con Sirio, suo allievo; il cavaliere del Dragone combatte ferocemente contro Megres, riuscendo infine a sconfiggerlo con l'astuzia e con il Colpo segreto del drago nascente.
I suoi colpi sono:
- Teca Viola dell'Ametista (アメジストシールド?, Amejisuto Shīrudo, Ametist Shield, letteralmente "Scudo d'ametista"): Megres sprigiona una luce viola abbagliante da tutto il corpo, che va a colpire l'avversario, ibernandolo in un cristallo di ametista, in maniera abbastanza simile al Freezing Coffin di Aquarius; a differenza di quest'ultima, la tecnica non conserva il corpo imprigionato per l'eternità, ma uccide lentamente chi vi è rinchiuso. Se Megres viene sconfitto, l'effetto del colpo cessa istantaneamente[17].
- Spada di Ametista (炎の剣?, Honoo no ken, Sword of fire, letteralmente "Spada di fuoco"): è una spada di cristallo molto tagliente e ad ogni colpo sprigiona fiamme ad alta temperatura[24]. Nella versione italiana dell'anime, Megres dice che la spada è stata forgiata da Artax[28], mentre nella versione originale afferma che l'arma è parte dell'armatura.
- Anime della Natura (ネイチャーユーニティ?, Neichā Yūniti, Nature Unity): Costituisce l'attacco più potente a disposizione di Megres, tramite il quale è in grado di controllare la natura intorno a lui, animando piante e alberi che attaccano senza sosta e di continuo il suo avversario[25].

#### Mizar (Syd)
Mizar (ζ星ミザールのシド?, ζ-Mizar no Syd), Syd di Mizar nel doppiaggio originale giapponese, è doppiato da Yuu Mizushima nella versione originale e da Gianfranco Gamba (ep. 74), Enrico Carabelli (ep. 82) e Luca Semeraro (ep. 86-94) in quella italiana. La sua armatura rappresenta una tigre nera dai denti a sciabola e la stella dell'Orsa Maggiore che gli corrisponde è ζ-Mizar. La luminosità di quest'ultima rende poco visibile un'altra stella della stessa costellazione, ζ-Alcor, che appartiene ad Alcor, fratello gemello e Cavaliere ombra dello stesso Mizar. Le due stelle, pur essendo piuttosto lontane (un quarto di anno luce), sono parte di un unico sistema binario.
Mizar e Alcor sono due gemelli di una famiglia benestante di Ásgarðr che, a causa delle leggi locali che impedivano di avere più di un figlio, separa i due bambini alla nascita, e Alcor viene adottato da un povero uomo di Asgard, che lo cresce come suo figlio. I due fratelli, in seguito, si incontrano da ragazzi nel bosco. In questa occasione, Mizar ha l'occasione di conoscere di persona suo fratello, mentre Alcor comprende le sue origini e comincia a nutrire odio e invidia nei confronti di Mizar.
Mizar viene inviato al Grande Tempio per uccidere Lady Isabel, ma riesce a sconfiggere il Cavaliere d'oro del Toro solo grazie all'intervento inaspettato di Alcor, che colpisce Toro alle spalle. Dopo questo scontro, Mizar tenta di uccidere Lady Isabel nella sua villa a Nuova Luxor, ma viene ostacolato dai Cavalieri di bronzo e costretto a ritornare ad Asgard. Successivamente, durante la battaglia nel palazzo di Valhalla, Mizar viene sconfitto dalla Nebulosa di Andromeda e cade privo di sensi al suolo. A questo punto Alcor si rivela agli avversari, smanioso di prendere il posto di suo fratello come Cavaliere di Asgard, e attacca Andromeda e Tisifone, prima di combattere contro Phoenix. Durante la battaglia tra quest'ultimo e il fratello, Mizar si rialza e blocca Phoenix alle spalle, chiedendo ad Alcor di approfittare di quel momento per ucciderlo. Mizar, inoltre, rivela ad Alcor di aver sempre saputo della sua esistenza e che sia lui che i loro genitori lo avevano sempre amato. Dopo queste rivelazioni, Alcor decide di non sacrificare Mizar, che muore comunque per le ferite riportate, e dopo aver preso in braccio il corpo del fratello, decide di dirigersi nel cuore di una tormenta, non avendo ormai alcuno scopo per cui vivere e deciso a riunirsi in cielo con il fratello e i genitori. Alla fine del capitolo di Asgard si vedono i corpi di Alcor e Mizar esanimi nella neve.
I suoi colpi sono:
- Bianchi artigli della tigre (Viking Tiger Claw): Mizar a grande velocità colpisce l'avversario con le sue affilate unghie che sono veri e propri artigli. In seguito, le zone colpite congelano. Tali artigli posso raggiungere la velocità della luce[4]. Quando Mizar esegue questa tecnica, il suo cosmo aumenta notevolmente, tanto da essere paragonabile a quello di un Cavaliere d'oro[4].
- In nome dei ghiacci eterni di Asgard: tecnica congelante propria di Mizar. Crea una sfera di ghiaccio azzurro che esplode in mille frammenti che travolgono l'avversario, congelandolo[32]. Curiosamente il nome originale di questa tecnica (Blue Impulse) è lo stesso di quella del personaggio di Alexer, capo dei Blue Warriors, che appare solo nel manga[35]. L'immagine che appare quando Mizar sta per sferrare questa tecnica, assomiglia ad un atomo, con gli elettroni che ruotano attorno al nucleo[32].

#### Orion (Siegfried)
Orion (α星ドゥベのジークフリート?, α-Dubhe no Siegfried), Sigfried di Dubhe in originale, è doppiato da Akira Kamiya nella versione originale e da Stefano Albertini (ep. 75), Luca Sandri (ep. 76-83), Orlando Mezzabotta (ep. 85-90), Maurizio Scattorin (ep. 93-99) e Felice Invernici (ep. 110) in quella italiana. La sua armatura rappresenta il drago a due teste Fáfnir e la stella dell'Orsa Maggiore che gli corrisponde è α-Dubhe. È il più forte tra i Cavalieri di Asgard e il favorito della sacerdotessa Ilda di Polaris. Il personaggio è basato sulla figura di Sigfrido della saga dei Nibelunghi. Nella mitologia nordica, Sigrido è un guerriero che uccise in combattimento il drago Fáfnir e si bagnò con il sangue dell'animale, diventando completamente invulnerabile. L'unico punto in cui Sigfrido rimase vulnerabile fu in un punto sulla schiena, in corrispondenza del cuore, dove una foglia si era posata, impedendo all'eroe di bagnare anche quella parte del suo corpo col sangue del drago. Orion della saga di Asgard, oltre ad aver ereditato sia i poteri che il punto debole del guerriero mitologico, è anche descritto come il discendente dello stesso Sigfrido. L'armatura di Orion, invece, rappresenta il drago Fafnir.
Nella battaglia contro i Cavalieri di bronzo è l'ultimo Cavaliere di Asgard a combattere, presentandosi loro sulla scalinata finale del palazzo di Ilda. Sconfigge facilmente Pegasus, Phoenix, Andromeda e Cristal prima di affrontare Sirio, sopraggiunto successivamente sul posto. Durante il combattimento, Sirio, grazie alle parole del Maestro dei Cinque Picchi, riesce ad individuare il punto debole di Orion. Tenta, dunque, di colpire l'avversario in quel punto con il Drago Nascente, che però non riesce a superare l'armatura di Orion. Sirio, dunque, affida a Pegasus il compito di sconfiggere Orion e di colpirlo nel suo punto debole. Pegasus, dopo aver ricevuto il cosmo di Atena degli altri cavalieri in aggiunta al proprio, riesce a raggiungere a colpire l'avversario sul punto debole e a sconfiggerlo. Apparentemente morto, col sopraggiungere del Generale degli abissi Sirya, che rivela che tutta la guerra tra Asgard ed Atene era stata architettata da Nettuno, Orion capisce finalmente la verità e, dopo aver consegnato il suo zaffiro a Pegasus, si scaglia, allo stremo delle sue forze, contro il suo nuovo avversario. Sirya, per difendersi dal nemico, ricorre alla sua melodia, in modo da ridurre la forza di Orion, ma quest'ultimo, dopo aver capito la situazione, si rompe i timpani con le dita in modo da non ascoltare più la melodia del nemico. Quest'ultimo gesto si rivela inutile, in quanto la melodia arriva direttamente al cervello, e quindi Orion decide di portare il generale di Nettuno nello spazio e morire con lui. Tuttavia, il suo sacrificio si rivelerà vano, in quanto Sirya riuscirà a salvarsi grazie ai suoi poteri musicali.
Orion viene menzionato in Saint Seiya: Soul of Gold in cui si scopre avere un fratello, Sigmund, anch'egli Cavaliere di Asgard, in tale occasione il suo nome viene cambiato in Siegfried di Orion.
I suoi colpi sono:
- Spada di Asgard (orig.: Odin Sword, "Spada di Odino"): Orion emette un fascio di energia dal dito indice e con esso traccia un perimetro sotto i piedi degli avversari; successivamente, dall'interno di questo perimetro si leva un fortissimo vento che scaglia in aria gli avversari, che vengono colpiti da numerosi e taglienti frammenti di roccia che si staccano dal terreno[42].
- Occhi del Drago (orig: Dragon Bravest Blizzard, "Tempesta del Drago più coraggioso"): Orion lancia due potenti pugni che assumono le sembianze delle due teste del drago Fafnir che travolgono e uccidono l'avversario; è la tecnica più potente a disposizione di Orion[37].

### Cavaliere ombra
Alcor (ζ星アルコルのバド?, ζ-Alkor no Bud), Bud di Alcor nel doppiaggio originale giapponese, è doppiato da Yuu Mizushima nella versione originale e da Orlando Mezzabotta in quella italiana. La sua armatura rappresenta una tigre bianca dai denti a sciabola e la stella dell'Orsa Maggiore che gli corrisponde è ζ-Alcor. La luminosità di un'altra stella della stessa costellazione, Mizar, rende Alcor poco visibile. Quest'ultima appartiene a Mizar, fratello gemello di Alcor e vero Cavaliere di Asgard. Le due stelle, pur essendo piuttosto lontane (un quarto di anno luce), sono parte di un unico sistema binario.
Mizar e Alcor sono due gemelli di una famiglia benestante di Ásgarðr che, a causa delle leggi locali che impedivano di avere più di un figlio, separa i due bambini alla nascita, e Alcor viene adottato da un povero uomo di Asgard, che lo cresce come suo figlio. I due fratelli, in seguito, si incontrano da ragazzi nel bosco. In questa occasione, Mizar ha l'occasione di conoscere di persona suo fratello, mentre Alcor comprende le sue origini e comincia a nutrire odio e invidia nei confronti di Mizar. Dopo questo evento, Alcor decide di diventare Cavaliere di Asgard, titolo che lo avrebbe reso in qualche modo superiore al fratello e che gli avrebbe permesso di ottenere gloria e fama. Nonostante i duri allenamenti a cui si sottopone, Alcor non riesce a ricevere il titolo di cavaliere, che invece passa al fratello Mizar. Volendo sfruttare la rivalità di Alcor nei confronti del fratello, la sacerdotessa di Odino Ilda di Polaris, controllata dall'anello del Nibelungo, decide di nominare Alcor un Cavaliere ombra, che avrebbe seguito di nascosto Mizar nelle battaglie e lo avrebbe rimpiazzato in caso di morte come vero Cavaliere di Asgard.
Nelle battaglie contro i Cavalieri di bronzo ad Asgard, dopo la sconfitta di Mizar per mano della Nebulosa di Andromeda, Alcor si rivela, smanioso di prendere il posto di suo fratello come Cavaliere di Asgard. Attacca, dunque, prima Andromeda e Tisifone e poi affronta Phoenix, che dopo aver sofferto i suoi attacchi, riesce a vincerlo. Grazie alle parole di Phoenix sull'importanza di amare il proprio fratello, al Fantasma diabolico che gli rivela che in fondo all'animo lui aveva sempre amato suo fratello e alle parole dello stesso Mizar che gli rivela di essere sempre stato a conoscenza della sua esistenza e per questo di averlo sempre amato, Alcor abbandona la battaglia e decide di fuggire da Asgard durante una tormenta, desideroso soltanto di vivere finalmente con suo fratello e i suoi genitori come una vera famiglia. Alla fine del capitolo di Asgard si vedono Alcor e Mizar esanimi durante un violento terremoto.
Alcor compare anche nella side story Il grande amore di Atena, pubblicata sul terzo numero del libro Jump Gold Selection, che è ambientata tra la sconfitta di Gemini e l'inizio della saga di Asgard. In questa storia, Alcor, insieme a cinque soldati semplici, viene inviato segretamente al Grande Tempio per uccidere i Cavalieri di bronzo, reduci dalle battaglie contro i Cavalieri d'oro. I guerrieri di Asgard, durante la notte, penetrano nella stanza dei cavalieri di Atena, trovandoli incoscienti nei loro letti. Quando sono sul punto di attaccarli, però, Phoenix si rialza dal letto e uccide i nemici con le Ali della Fenice. A questo punto, però, spunta dall'ombra proprio Alcor che attacca Phoenix. Il Cavaliere della Fenice, senza armatura ed esausto per le ferite riportare nella lotta alle dodici case, è sul punto di cedere all'attacco nemico, quando in suo aiuto giunge Virgo che costringe Alcor alla fuga. Solo durante la battaglia ad Asgard, Phoenix capirà che era stato Alcor ad attaccarlo quella notte.
Come Mizar, Alcor possiede come colpo i Bianchi artigli della tigre (Shadow Viking Tiger Claw), tramite il quale colpisce l'avversario con le sue affilate unghie che sono veri e propri artigli, ad una velocità vicina o pari alla luce. Diversamente dai colpi di Mizar, che congelano il nemico, i colpi di Alcor sembrando bruciarlo (come dimostrato sui bracciali di Tisifone, quando para il suo attacco diretto contro Andromeda). Tuttavia, nella side story Il grande amore di Atena, Alcor dimostra di poter lanciare anche attacchi di ghiaccio, talmente freddi da congelare persino l'armatura d'oro di Virgo.

### Nuovi Cavalieri di Asgard
| N. | Simbolo mitologico | Cavaliere | Note                                                                     |
| -- | ------------------ | --------- | ------------------------------------------------------------------------ |
| 1  | Gullinbursti       | Frodi     | Frodi appare in Saint Seiya: Soul of Gold.                               |
| 2  | Tanngrisnir        | Heracles  | Heracles appare in Saint Seiya: Soul of Gold.                            |
| 3  | Eikthrynir         | Surt      | Surt appare in Saint Seiya: Soul of Gold.                                |
| 4  | Gran               | Sigmund   | Sigmund appare in Saint Seiya: Soul of Gold, fratello maggiore di Orion. |
| 5  | Hraesvelg          | Baldr     | Baldr appare in Saint Seiya: Soul of Gold.                               |
| 6  | Garm               | Utgard    | Utgard appare in Saint Seiya: Soul of Gold.                              |
| 7  | Nidhogg            | Fafnir    | Fafnir appare in Saint Seiya: Soul of Gold.                              |

### Altri guerrieri

#### Folken
Folken (?) è un guerriero di Asgard, padre adottivo del Cavaliere di Asgard Mime. Folken era conosciuto in tutta Ásgarðr per la sua incredibile forza, che gli aveva permesso di non perdere nessuna battaglia (come dice Orion ad Ilda), ed era acclamato e lodato da tutti gli aspiranti cavalieri del posto. Un giorno, Folken venne inviato a Iisung, una cittadina che era prossima alla guerra con Asgard per ragioni di confine, per stipulare un trattato di pace tra i due paesi, ma venne attaccato da Altsi, consigliere di Iisung, che cercò di ucciderlo alle spalle. Per difendersi, Folken uccise sia Altsi che la moglie e, successivamente, prese con sé Mime, adottandolo come figlio. Folken non rivelò mai a Mime del suo passato e lo obbligò ad allenarsi per diventare Cavaliere di Asgard. Sebbene si comportasse molto duramente nei confronti di Mime, Folken voleva molto bene al figlio. Proprio perché il figlio imparasse a difendersi da solo in futuro, Folken lo addestrò duramente, rendendolo forte fisicamente e insegnandogli ad utilizzare il cosmo. Quando Mime concluse l'allenamento, Folken gli rivelò di essere stato la causa della morte dei suoi veri genitori. Mime, credendo che Folken avesse agito per crudeltà e non per autodifesa, lo uccise violentemente. Solo durante lo scontro con Phoenix, Mime capirà che Folken era in realtà un brav'uomo e per questo gli chiederà perdono per le sue azioni.
Folken non deve essere confuso con i soldati semplici dell'esercito di Asgard. Infatti, a differenza loro, egli è in grado di usare il cosmo. Tuttavia, per sua stessa ammissione, Folken risulta più debole dei Cavalieri di Asgard.
È doppiato da Hidekatsu Shibata in giapponese e da Maurizio Scattorin nella versione italiana.

#### Megres XIII
Megres XIII (アルベリッヒ?, Alberich), Alberich XIII nel doppiaggio originale giapponese, è l'avo di sette generazioni indietro di Megres. Si recò ai Cinque Picchi per imparare da un giovanissimo Dohko la Pienezza del Dragone. Tuttavia, una volta che il maestro ebbe rifiutato, Megres lo affrontò in combattimento utilizzando le Anime della Natura. Dohko, nonostante il potentissimo attacco, riuscì ad entrare in sintonia con la natura e quindi a rendere inutile l'attacco di Megres, che venne sconfitto con il Drago nascente.
Nel doppiaggio italiano, invece, questo personaggio risulta essere non un antenato di Megres, ma il padre di Megres stesso (fatto cronologicamente improbabile).
Il suo colpo più potente si chiama Anime della Natura (ネイチャーユーニティ?, Neichā Yūniti, Nature Unity), tramite il quale è in grado di controllare la natura intorno a lui, come ad'esempio la cascata dei Cinque Picchi. È la stessa tecnica utilizzata dal suo discendente Megres.

### Soldati semplici
I soldati semplici dell'esercito di Asgard non sembrano possedere un cosmo, ed indossano semplici armature in cuoio e ferro. Il loro compito è quello di mantenere l'ordine ad Asgard o di fare la guardia al palazzo di Ilda.
Nella side story Il grande amore di Atena si sono visti cinque sicari, dotati di un cosmo minore, raggiungere il Grande Tempio per uccidere i Cavalieri di bronzo, indeboliti dopo la battaglia contro i Cavalieri d'oro. Tutti e cinque i guerrieri vengono sconfitti da Phoenix.